# Desierto de An-Nafud
El desierto de An-Nafud o desierto de Al-Nefud o El Nefud (en árabe: صحراء النفود, ṣahrā' al-nefud‎)  es un desierto localizado en el norte de la península arábiga que ocupa una gran depresión oval. Tiene 290 km de largo y 225 km de ancho, con una superficie de 103 600 km².
El Nafud es un erg, conocido por sus repentinos vientos violentos, que se manifiestan en las grandes dunas en forma de media luna.  La lluvia llega una o dos veces al año. En algunas zonas de tierras bajas, es decir, las que están cerca de las montañas Hejaz, hay oasis donde se crían dátiles, hortalizas, cebada y frutas.  El Nefud está conectado con el desierto de Rub al-Jali por el Ad-Dahna, un corredor de llanuras de grava y dunas de arena, de 1.300 km de largo y de 25 a 80 km de ancho. El color de este desierto es de un color rojo ladrillo.

## Historia
Antes de la batalla de Áqaba (el 6 de julio de 1917, durante la rebelión árabe) las fuerzas dirigidas por Auda Abu Tayi atacaron la ciudad costera de Áqaba, en manos turcas, por el mal defendido flanco oriental, lográndolo tras seguir una larga y ancha ruta por el desierto pasando cerca del borde del Nafud. El coronel T. E. Lawrence solicitó a Auda Abu Tayi que guiase a su grupo para no alejarse de su curso adentrándose en el Nafud. Auda se negó porque no era necesario. Su duro tránsito no incluía entrar en el Nafud, como erróneamente se relata en la película Lawrence de Arabia (1962).